# Trepa-trepa

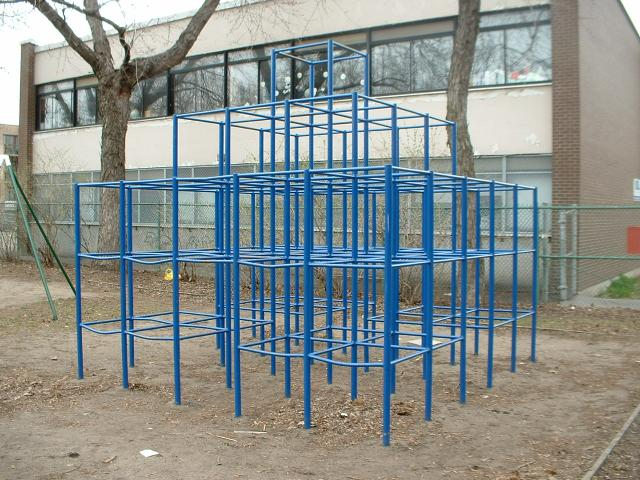
Um trepa-trepa tradicional.

Trepa-trepa, ou gaiola gínica, é um equipamento de lazer encontrado em áreas de recreação infantil, principalmente nos que se localizam em áreas abertas. Consiste em diversas traves de metal horizontais e verticais por onde a criança pode escalar.
A altura do brinquedo deve ser adequada à idade da criança, para evitar quedas perigosas. O acompanhamento de um adulto é essencial para evitar acidentes.